# گیتار
گیتار گونه‌ای ساز زهی است که با پیک یا انگشت نواخته می‌شود و از این جهت که سیم‌های آن در اثر ارتعاش تولید صدا می‌کنند، به سازهای گروه زهی تعلق دارد. این گونه گیتار شش سیم دارد و این ساز افزون برداشتن قدمت تاریخی قابل توجه (چه از دید ساختار آن و چه از دید تکنیک‌های نوازندگی) توانسته‌است هم‌گام با دگرگونی‌های موسیقی غرب پیشرفت چشمگیری داشته باشد؛ که در نتیجه گونه‌های متفاوتی از آن به وجود آمده و هم‌اکنون جایگاه ویژه‌ای در موسیقی جهان دارد.

## ریشه‌شناسی
واژه guitar در زبان انگلیسی، gitarre در زبان آلمانی و guietare در زبان فرانسوی، همگی برگرفته از واژه guitarra در زبان اسپانیایی هستند که آن خود از واژه قیثاره در زبان عربی اندلسی برگرفته شده‌است. این واژه نیز خود مشتق شده از واژه لاتین cithara است که نسبت آن به واژه κιθάρα kithara در یونانی باستان می‌رسد. این واژه یونانی هم شاید از واژه پارسی سیهْتار (سه‌تار) آمده‌است.

## پیشینه

گیتارنواز پیر اثر پابلو پیکاسو

در مورد پیشینه گیتار چند دیدگاه وجود دارد؛ دسته‌ای بر این باورند که آن از سیتارای یونانی-آشوری (Greek Assyrian Cithara) که به وسیله رومی‌ها به اسپانیا آورده شده گرفته شده‌است. گیتار نتیجه تحول لوت در اروپا است. لوت نیز خود تحول یافته عود (به عربی العود = چوب) و بربط است. گفته می‌شود زریاب نامی عود را به اندلس آورد و از آن پس این ساز در اسپانیا و دیگر مناطق آسیا رایج شد.
در زمان حکومت اسلام در اسپانیا، این ساز توسط زریاب دارابگردی و چند تن از شاگردانش به اندلس برده شد. در آن زمان به گیتار، کیتارا یا قیتارا می‌گفتند و نام کنونی آن برگرفته از همین نام است. در واقع وجود پسوند تار در نام گیتار می‌تواند موید این باشد که گیتارسازی ایرانی است.
زریاب در ابتدا در اسپانیا شروع به آموزش گیتار کرد و مدرسه موسیقی خود را در زمان عباسیان در آندلس (بخشی از اسپانیا و پرتغال امروزی) بنا کرد.
جد بزرگ تمام سازهایی که ما به عنوان کوردوفون از آن‌ها یاد کردیم یک کمان موسیقی است که تنها یک سیم ساده به دو سر آن متصل بوده‌است که با کشیدن و رها کردن سیم صدایی در کمان ایجاد می‌شده و این صدا به وسیله یک تقویت‌کننده صوت که به آن متصل بوده تقویت می‌شده‌است.
ازآنجاکه این سیم تنها یک صدای ساده ایجاد می‌کرده برای داشتن چندین صدا ابتدا یک سیم دیگر و سپس چندین سیم به اندازه‌های کوتاه‌تر به کمان بسته شده و از این طریق چندین صدا تولید گردیده‌است.
ازدیاد این سیم‌ها و افزوده شدن یک جعبه تشدید صوت منجر به اختراع چنگ کمانی (Harp Arquee) گردید. سپس‌سازی متشکل از مجموعه‌ای از سیم‌ها به نام لیر ظهور کرد که در آن سیم‌هایی به طول مساوی کار گذاشته شده بود.
یونانی‌ها دو نوع لیر داشتند، یکی به نام لیرا و دیگری به نام کیتارا؛ کیتارا به وسیله رومی‌ها تغییرشکل یافت؛ نام گیتار نیز از همین کلمه گرفته شده‌است.
بعدها رومی‌ها برای نخستین بار سازهایی چون سیتارا، پاندورا Pandora و فیدیکولا Fidicula را نواختند و از این راه آلات کوردوفون در تمام اروپا رواج یافت؛ در واقع نخستین گیتارهای واقعی در آغاز دوره رنسانس به ظهور رسید؛ این گیتارها به دلیل داشتن بدنه‌ای باریک و شکلی مدور متمایز بودند.
به تدریج در سده‌های چهارده و پانزده پسوندهای موریسکا و لاتینا حذف شد و در سراسر اروپا آلات موسیقی خانواده گیتار با اسم‌هایی از قبیل: گیتارا، گیترنه، گیترن (Giteren)(سازی سیمی مفتولی و منسوخ شده شبیه به گیتار که به زبان فرانسوی گیترنه و به زبان اسپانیایی گیتارا گفته می‌شد) و شیتارا معین شدند.
در همان زمان گروه زیادی از سازهای خانواده کوردوفون، با اسم‌هایی از قبیل: ویهوئلا (Vihuela) در اسپانیا و ویولا (Viola) در ایتالیا خوانده می‌شدند، که بعضی از این سازها با آرشه (de arco)، بعضی با مضراب (de penola) و بعضی دیگر هم با انگشت (de mano) نواخته می‌شدند. بعدها از ویهوئلای انگشتی (Vihuela de mano) نوعی گیتار به وجود می‌آید.
درطی قرن‌های چهارده و پانزده در شکل گیتار و ویهوئلای انگشتی تغییرات قابل توجه‌ای به وجود می‌آید، به آرامی در پهلوهای آن‌ها فرورفتگی ایجاد می‌شود و در قرن شانزده هر دو ساز آشکارا شبیه گیتار می‌شوند.
در قرن شانزده این دو ساز در اسپانیا بسیار رایج بودند و نوازندگی با انگشت به حدی عمومیت پیدا کرد که پسوند انگشت (de mano) در این کشور به کلی از اسم این سازها حذف شد.
از آن پس گیتار بدنه‌ای بزرگ‌تر.

## اجزای گیتار
گونه‌های مختلف گیتار ممکن است شامل اجزای متفاوتی باشند، یا شکل اجزاء یا جنس آن‌ها با هم فرق داشته باشند. اما نهایتاً اجزای موجود در همهٔ انواع گیتارها همین‌ها هستند.
1. سردسته
2. خرک (جدا کننده سیم‌های گیتار از بدنه که روی دسته گیتار سوار می‌شود)
3. هد (برای کوک کردن ساز)
4. فرت (Fret)
5. Truss Rod (پیچی که برای تنظیم انحنای دسته به کار می‌رود)
6. Inlays (تزییناتی که نقش راهنما را دارند و معمولاً پشت فرت‌های ۳ ۵ ۷ ۹ ۱۲ ۱۵ ۱۷ ۱۹ ۲۱ ۲۴ قرار می‌گیرند)
7. دسته
8. پاشنه (اتصال بدنه با دسته)
9. بدنه
10. پیکاپ‌ها (pickups)
11. قسمت‌های مربوط به مدار الکتریکی (تنظیمات ولوم و تن صدا)
12. خرک پایینی (Bridge - جدا کننده سیم‌های گیتار از بدنه که روی صفحه جلویی گیتار سوار می‌شود)
13. صفحه پیک گارد (گاهی برای مخفی کردن مدارها و گاهی صرفاً برای جلوگیری از خش‌دار شدن رنگ بدنه در اثر برخورد پیک به مرور زمان)
14. صفحهٔ پشتی
15. صفحهٔ جلویی
16. قسمت‌های جانبی
17. دریچه خروج صدا (معمولاً دارای تزییناتی به نام rosset)
18. سیم‌ها
19. saddle (تنظیم‌کننده ارتفاع هر سیم)
20. فرت بورد (چوبی که فرت‌ها روی آن کوبیده شده‌اند)

## انواع گیتار
گیتارها را به شیوه‌های مختلفی می‌توان دسته‌بندی کرد.
در این بین اگر بخواهیم از لحاظ صوتی آن‌ها را دسته‌بندی کنیم، که مسلماً برای یک ابزار موسیقی مناسب‌ترین روش خواهد بود.
از آن جایی که نحوه تولید صدای آکوستیک در گیتار ارتباط تنگاتنگی با نوع بدنه آن دارد بنابراین ناچار به استفاده از دسته‌بندی بدنه خواهیم بود:

### گیتار با بدنه چوبی توخالی

#### انواع گیتارهای آکوستیک
گیتار آکوستیک گیتاری است که وسیله‌ای جز بدنه آن صدای سیم‌ها را تقویت نمی‌کند، صدای سیم‌ها تنها در بدنهٔ چوبی توخالی آن تقویت می‌شود و به گوش می‌رسد. این نوع از گیتار معمولاً شش سیم فلزی دارند، ضخامت آن‌ها از زیرترین سیم تا بم‌ترین سیم به‌طور معمول بین ۱۳ تا ۵۶ هزارم اینچ می‌باشد. بدنه از اتصال صفحه چوبی پشتی، صفحه چوبی جلویی، و دو قسمت چوبی انحنادار کناری ساخته می‌شود، که صفحهٔ بالایی معمولاً دارای سوراخ یا سوراخ‌های بزرگی است که به واسطه شکل و محل قرار گرفتنشان می‌توانند ویژگی‌های آکوستیکی خاصی به ساز بدهند.
گونهٔ اسپانیایی گیتار آکوستیک با عنوان گیتار فلامنکو شناخته می‌شود؛ که نامش را از سبک فلامنکو گرفته‌است.
گیتار زمانی وارد موسیقی فلامنکو شد که اسپانیایی‌ها فلامنکو را با سازهای دیگری می‌نواختند. پس از آن گیتار به شدت بر این موسیقی تأثیر گذاشت و هم‌اکنون کاملاً به آن وابسته‌است.

#### انواع گیتارهای کلاسیک

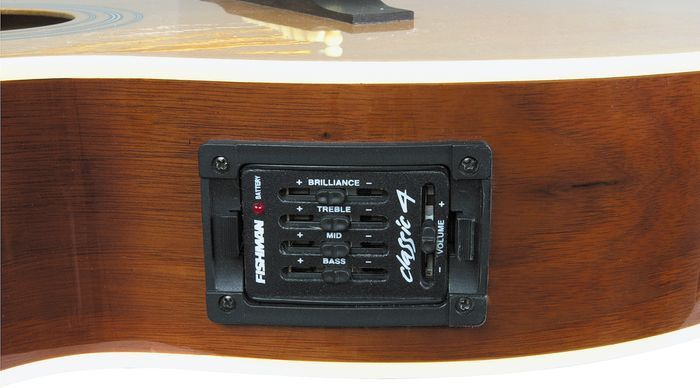
اکولایزر یک گیتار الکتروآکوستیک

اصولاً باید گفت گیتار کلاسیک نوعی گیتار آکوستیک است. چون صدای آن بدون واسطه شنیده می‌شود. اما این نوع گیتار کمی با گیتارهایی که با عنوان گیتار آکوستیک شناخته می‌شوند تفاوت دارد. بدنه آن کمی کوچکتر بوده و در آن به جای سیم‌های فلزی از سه سیم نایلونی و سه سیم فلز تنیده شده به دور ابریشم استفاده می‌شود، که به آن صدای نرم و آرامی می‌دهد. این ساز نسبت به سازهای دیگر ارکستر و نیز گیتار آکوستیک صدای کمتری دارد و تنها یک سبک مشخص از موسیقی را ارائه می‌دهد.
گیتار کلاسیک خود از گیتار فلامنکو که اسپانیایی‌ها آن را به کار می‌برده‌اند مشتق گشته‌است. بین گیتار کلاسیک و گیتار فلامنکو تفاوت نا چیزی وجود دارد، معمولاً گیتار کلاسیک از چوبهایی که رنگ قهوه‌ای تیره دارند ساخته می‌شود و گیتارهای با چوب‌های زرد و روشن‌تر از آن گیتارهای فلامنکو هستند. اسپانیایی‌ها از ساز گیتار برای نواختن موسیقی خودشان یعنی فلامنکو استفاده می‌کرده‌اند
که بعدها با شروع دوران کلاسیک در موسیقی اروپا عده‌ای از این ساز برای نواختن قطعات موسیقی کلاسیک استفاده کردند.

#### انواع گیتارهای الکتروآکوستیک
از لحاظ شکل نمی‌توان تفاوت چندانی بین یک گیتار الکتروآکوستیک با یک گیتار آکوستیک پیدا کرد. اما از لحاظ صوتی گیتار الکتروآکوستیک روند الکتریکی را پیش می‌گیرد، بدین صورت که صدا توسط پیکاپ به شکل سیگنال الکتریکی درآمده و بعد از گذر از برخی ادوات الکتریکی، به وسیله آمپلی فایر تقویت می‌شود و سرانجام از طریق اسپیکرهای آمپلی فایر به گوش می‌رسد.
اگر تنظیمات خاصی برای آمپلی فایر (و افکت یا افکت‌ها) نداشته باشیم، صدای این نوع گیتار با گیتار آکوستیک تفاوت چندانی نخواهد داشت، با این تفاوت که حالا صدا تا حدود زیادی تحت کنترل می‌باشد. نوازنده بدون آنکه مجبور به تعویض ساز برای پیدا کردن صدای مورد نظرش باشد می‌تواند از طریق تنظیم اکولایزری و تنظیمات میزان شدت صدا که روی گیتار قرار دارد حالت صدا را تغییر دهد و با صدایی که مورد نظرش است نوازندگی کند.

### گیتار با بدنه چوبی نیمه خالی
- انواع گیتارهای جاز و بلوز

### گیتار با بدنه چوبی توپر
- انواع گیتارهای الکتریک

### گیتار با بدنه فلزی
- انواع رزوناتور

گیتارها را از جنبه‌های دیگری هم می‌توان دسته‌بندی کرد:
- از نظر طول گام دسته (Scale Size):
  - تنور (با گام دسته در حدود ۲۱ تا ۲۳ اینچ)
  - معمولی (با گام دسته در حدود ۲۴ تا ۲۵٫۵ اینچ)
  - باریتون (با گام دسته در حدود ۲۶ تا ۲۸ اینچ)
  - بیس (با گام دسته در حدود ۳۰ تا ۳۶ اینچ)
- از نظر تعداد و جنس سیم‌ها:
  - چهار و پنج سیم (معمول در انواع گیتار بیس)
  - شش سیم (معمول در انواع گیتار و گاهی در گیتار بیس)
    - از جنس فلز (معمول در انواع گیتار آکوستیک)
    - از جنس نایلون (معمول در انواع گیتار کلاسیک)

  - هفت و هشت سیم (گاهی در انواع گیتار الکتریک)
  - دوازده سیم به صورت شش سیم دوبله (گاهی در انواع گیتار الکتریک)
- از نظر شیوه صدابرداری
  - آکوستیک (بدون واسطه توسط میکروفون)
  - الکتریک (با استفاده از پیکاپ)